# Gijs van Aardenne
Gijsbert Michiel Vredenrijk (Gijs) van Aardenne (Rotterdam, 18 maart 1930 — Dordrecht, 10 augustus 1995) was een Nederlands politicus.
Van Aardenne was de zoon van de chirurg Michiel Vredenrijk van Aardenne en Wilhelmina Petronella Heykoop. Hij bezocht in Rotterdam het Erasmiaans Gymnasium. Vervolgens studeerde hij wiskunde en natuurkunde aan de Rijksuniversiteit Leiden. In zijn studententijd was hij lid van LSV Minerva en woonde in het studentenhuis Gerecht 5 in de binnenstad van Leiden. Hij was onder andere praeses van de subvereniging Morphy, de schaakvereniging van Minerva. Na zijn afstuderen ging hij werken bij ijzerfabrikant Penn & Bauduin in Dordrecht. Hij kwam al snel in het management terecht en was van 1967 tot 1971 directeur.

## Politiek
Van Aardenne werd in 1964 voor de VVD lid van de gemeenteraad van Dordrecht en zou dat tot 1977 blijven. Van 1970 tot 1972 was hij wethouder van Dordrecht. In 1971 werd hij gekozen in de Tweede Kamer, waar hij zich vooral bezighield met Sociale Zaken, Volksgezondheid en Binnenlandse Zaken. Ook was hij een tijdlang financieel woordvoerder van de VVD-fractie. In 1977 werd hij minister van Economische Zaken in het eerste kabinet Van Agt. Tijdens zijn eerste periode als minister had hij vooral te maken met de problematiek van kernenergie en de grote problemen in de scheepsbouw. Na de verkiezingen van 1981 was hij opnieuw, zij het kort, Kamerlid. In het eerste kabinet Lubbers vervulde hij opnieuw het ministerschap van economische zaken en was daarnaast vicepremier.

## Parlementaire enquête
Van Aardenne raakte in 1985 in grote problemen tijdens de Parlementaire enquête naar de RSV-werf. Uit dit onderzoek bleek dat Van Aardenne de Tweede Kamer niet had ingelicht over een bedrag van 330 miljoen gulden staatssteun die hij tijdens zijn eerste periode als minister had verleend. Een meerderheid wilde aan deze "politieke doodzonde" geen consequenties verbinden, maar iedereen was het erover eens dat de positie van Van Aardenne was geschaad. Van Aardenne ging verder als "aangeschoten wild", een term die in het RSV-debat in de Nederlandse politiek werd geïntroduceerd door SGP-politicus Henk van Rossum. Zijn eigen conclusie was dat hij na dit ministerschap de politiek zou verlaten. In 1986 deed hij dat ook. Sinds deze enquête wordt in Nederland het opzettelijk onjuist voorlichten van het parlement door een minister nog steeds als "politieke doodzonde" bestempeld.
Na zijn ministerschap vervulde Van Aardenne een groot aantal maatschappelijke functies. Hij was onder meer een van de formateurs van het eerste paarse kabinet, het kabinet-Kok I. Hij bekleedde verder diverse commissariaten, zoals bij DSM te Heerlen.
Van Aardenne overleed op 65-jarige leeftijd aan ALS.